# 小行星13004
小行星13004（13004 Aldaz）是一颗绕太阳运转的小行星，为主小行星带小行星。该小行星于1982年9月19日发现。

## 轨道参数
小行星13004的轨道半长轴为387 317 377 km，2.5890199 UA，离心率为0.299。